# Malena Morgan
Pour les articles homonymes, voir Morgan.
Malena Morgan, née le 23 juin 1991 en Floride, est une actrice de films pornographiques lesbiens américaine, apparaissant le plus souvent en sous-vêtements ou en uniforme. Après avoir arrêté sa carrière d'actrice pornographique, elle continue une carrière dans l'érotisme.

## Biographie
Malena est née le 23 juin 1991 en Floride, elle a grandi sur la côte ouest de la Floride. Elle a fréquenté des cours de mannequinat dès l'âge de treize ans et a obtenu son diplôme de fin de secondaire (équivalent du bac) en 2008. Son premier emploi a été de travailler comme hôtesse dans un restaurant Cracker Barrel.
En 2011, Malena Morgan déménage à Los Angeles, Californie, pour poursuivre une carrière dans l'industrie pour adultes. Après s'être d'abord établie à vingt ans comme modèle camgirl, elle commence à jouer dans des films hardcore. Elle pose, entre autres, pour le Twistys Magazine du mois de septembre 2011, et pour le magazine Penthouse de novembre 2011 (faisant la couverture de ce numéro). Entre autres publications pour adultes, elle fera la couverture de Cheri, Swank, Barely Legal, et Club International.
Elle réside actuellement en Floride, aux États-Unis.

## Personnalité
Malena Morgan dit dans un magazine[Lequel ?] : « je ne suis pas un objet sexuel mais un être humain, comme tout le monde ». Elle aime les voyages, la nature, et la photographie.

## Filmographie X
Malena Morgan a tourné des films, mais sa filmographie est en réalité composée principalement de scènes pornographiques. Voici la liste de la plupart des scènes considérées comme des films pornographiques :
- 2011 : Lesbian Bridal Stories
- 2011 : Fantasy Girls : Glamour Solos
- 2012 : Young Pussy Lust 1
- 2012 : Lesbian Sex : Part 3
- 2012 : I Kiss Girls 2
- 2012 : Please Make Me Lesbian 6
- 2013 : Lesbian Sex : Sensual Masturbation
- 2014 : We Live Together 34
- 2014 : We Live Together 35
- 2014 : Molly's Life 25
- 2015 : We Live Together 36
- 2015 : Me and My Girlfriend 10
- 2015 : We Live Together 38
- 2015 : We Live Together 39
- 2015 : We Live Together 40
- 2015 : We Live Together 42
- 2016 : Dani Daniels Is Delicious
- 2016 : Lover's Touch

Malena Morgan fait très souvent des scènes X en live sur Internet.

## Filmographie (en dehors des films pour adultes)
- 2012 Pleasure or Pain de Zalman King – Victoria (rôle principal)

## Popularité
Malena Morgan a eu très vite du succès sur Internet en posant nue devant une webcam dès son plus jeune âge. À 21 ans, soit un an après avoir commencé la webcam, elle décide de commencer une carrière pornographique. À 22 ans, le succès est immédiat lors de la publication du numéro du mois de novembre 2011 de Penthouse. Elle accumule une grande popularité depuis début 2013. Avec un compte Twitter de plus de 100 000 abonnés et un Instagram avec plus de 35 000 abonnés, elle fait partie des pornstars les plus connues du net.
En tant qu'actrice professionnelle de la pornographie, Malena Morgan tourne uniquement dans des scènes lesbiennes ou de masturbation. Elle a fréquemment tourné avec des actrices X comme Elle Alexandra ou Kiera Winters. Elle a accumulé un total de plus de dix millions de vues tous sites internet (y compris des sites X comme YouPorn ou PornHub) confondus, ce qui fait d'elle une véritable star sur Internet.
Malena Morgan a travaillé pour des studios tels que Adam & Eve, Girlfriends Films, Mofos, Nubile Films, Penthouse, Reality Kings, SexArt, Twistys.
En janvier 2014, elle annonce mettre un terme à sa carrière pornographique.